# 全商国
全 商国（チョン・サングク、1940年3月24日 - ）は、韓国の小説家。大学教授。本貫は旌善全氏。全の作品の多くは朝鮮戦争をその主題としている。全は朝鮮戦争を小説化することでその戦争を過去の悲劇としてではなく、現在に残る傷であることを訴える。

## 略歴
全は1940年3月24日、江原道洪川郡に生まれる。1950年に勃発した朝鮮戦争は少年期の全の人格形成に大きな影響を与えた。春川高等学校を経て、1960年に上京、慶熙大学校国文科に入学する。慶熙大で黄順元の授業を聴講し文学修養に励む。その結果1963年、大学在学中、『朝鮮日報』新春文芸に「同行」が当選し、文壇に登場する。大学を卒業後も1942年に「光芒」を『現代文学』に発表している。その後帰郷し、地元の高校教師を務めた。1972年、趙炳華の勧めで再び上京し慶熙高等学校に勤めることになる。高校教師を務めながら慶熙大学校大学院に通い修士課程を終える。1985年、同大学の助教授として採用され、2001年には教授に昇格した。また、金裕貞文学村の村長（理事長）として運営に関わっている。
文学活動においては「光芒」の発表から10年間執筆活動がなく、本格的な著作活動は1974年に発表した「前夜」からである。「소인의 나들이 (小人の外出)」 「바람난 마을 (風の吹く村)」「맥 (脈)」「안개의 눈 (霧の目)」「하늘 아래 그 자리 (空の下、その場所)」「겨울의 출구 (冬の出口)」「아베의 가족 (アベの家族)」「우리들의 날개 (我等の翼)」などは全の全半期の作品群である。全の作品に頻繁に顕れる主題は朝鮮戦争である。全にとって朝鮮戦争は過去の悲劇ではなく現在に残る傷跡であった。また全は学校教育問題も主要な主題として取り上げている。1980年代に発表された「우상의 눈물 (偶像の涙)」「달평씨의 두번째 죽음 (タルピョン氏の二度目の死)」「불타는 산 (燃える山)」「길 (道)」等がそれにあたる。

## 年譜
- 1940年3月12日、江原道洪川郡に生まれる。
- 1960年、慶熙大学校国文学科に入学。
- 1963年、『朝鮮日報』新春文芸に「同行」が当選し文壇にデビューする。
- 1963年、慶熙大学校を卒業。
- 1972年、慶熙高等学校の国語教師を務める。
- 1977年、現代文学賞を受賞。
- 1979年、韓国文学作家賞を受賞。
- 1980年、大韓民国文学賞を受賞。
- 1980年、東仁文学賞を受賞。
- 1985年、慶熙高等学校を退職する。
- 1985年、江原大学校国語国文学科の助教授を務める。
- 1988年、尹東柱文学賞を受賞。
- 1990年、金裕貞文学賞を受賞。
- 1996年、韓国文学賞を受賞。
- 2000年、後広文学賞を受賞。
- 2001年、教授に昇格する。

## 代表作品
- 1963年、「동행」
- 1975年、「할아버지 묻힌 날」
- 1975年、「돼지새끼들의 울음」
- 1976年、「악동시절」
- 1976年、「껍데기 벗기」
- 1976年、「사형」
- 1978年、「고려장」
- 1978年、「하늘 아래 그 자리」
- 1978年、「沈默의 눈」（沈黙の目　訳　長璋吉　1988）
- 1979年、「우리들의 날개」
- 1979年、「아베의 가족」
- 1979年、「외등」
- 1980年、「우상의 눈물」（偶像の涙）
- 1980年、「여름의 껍질」
- 1981年、「외딴 길」
- 1982年、「술래 눈뜨다」
- 1985年、「그늘무늬」
- 1986年、「음지의 눈」
- 1986年、「먹이그물」
- 1987年、「썩지 아니할 씨」（朽ちない種子　訳　姜尚求　1992）
- 1987年、「지빠귀 둥지 속의 뻐꾸기」
- 1988年、「투석」
- 1989年、「사이코 시대」
- 1992年、「거울의 알리바이」

## 日本語で読める作品
- 古山高麗雄編「脈」『韓国現代文学13人集』新潮社、1981年
- 安宇植訳「高麗葬」『韓国現代短編小説』新潮社、1985年
- 長璋吉訳「沈黙の眼」『韓国短篇小説選』岩波書店、1988年
- 高演義訳「沈黙の眼」『朝鮮幻想小説傑作集』白水社、1990年
- 姜尚求訳「朽ちない種子」『韓国の現代文学』柏書房、1992年
- 金子博昭訳『偶像の涙』クオン、2024年